# Gilbert Simondon
Gilbert Simondon (* 2. Oktober 1924 in Saint-Étienne; † 7. Februar 1989 in Palaiseau) war ein französischer Philosoph.

## Biografie
1944 begann Simondon sein Studium an der École normale supérieure und der Sorbonne. Er war, wie sein Zeitgenosse Michel Foucault, ein Schüler von Georges Canguilhem. Daneben hörte er Maurice Merleau-Ponty und Martial Gueroult. Ab 1953 unterrichtete er am Lycée Descartes (Tours). Er verfasste über seine unterrichtlichen Tätigkeiten, in denen er versuchte, seine philosophischen Überlegungen praktisch umzusetzen, zwei didaktische Aufsätze. 1963 wurde er zum Professor der Psychologie an die Sorbonne berufen.

## Werk
In seiner in zwei Teilen erschienenen Dissertation, L’individuation à la lumière des notions de forme et d’information (1964 und 1989) versuchte er, alle Formen biologischer, psychologischer und sozialer Individuation durch die Verbindung von Informationstheorie und Gestaltpsychologie als Formen eines einzelnen Phänomens zu verstehen.
Simondon erkannte darüber hinaus früh die Bedeutung der Technik für die Philosophie. In Du Mode d'Existence des Objets Techniques (1958) versucht er, die technische Entwicklung und die biologische Evolution in einem neuen Verständnis zusammenzubringen. Sein Ziel besteht darin, die erkenntnistheoretischen Grenzen der Kybernetik zu durchbrechen und zu einer allgemeinen Theorie der Maschine zu gelangen.
Als zentrale Probleme einer Kybernetik, wie sie zum Beispiel von Norbert Wiener vertreten wird, sieht Simondon deren Fixierung auf die Idee des Automaten und damit eine Überbetonung der Bedeutung von Gleichgewichten. Der perfekte Automat, der Umwelteinflüsse als Störungen seines systemischen Gleichgewichts registriert, sie verarbeitet und dadurch zu diesem Gleichgewicht zurückkehrt, ist für Simondon lediglich ein Grenzfall, dem sich technische Entwicklungen annähern können. Eine in diesem Sinn von Simondon als „technizistisch“ bezeichnete Kybernetik wird der historischen Entwicklung und Entfaltung konkreter Techniken folglich nicht gerecht.
Simondon versucht die Geschichte bestimmter Technologien, also ihrer Erfindung, Perfektionierung und Vernetzung, mit den zentralen Begriffen der Konkretisierung und Individualisierung zu fassen. In seinen Schriften zielt er auf die Entwicklung einer „direkten Untersuchung der Technizität nach einer genetischen Methode“. Auf diese Weise bleibt Simondons Denken der Technik an die genetische Ontologie zurückgebunden, die er in seiner Dissertation entwickelt hat.

## Wirkung
Simondon beeinflusste Gilles Deleuze, der ihn für einen der bedeutendsten Philosophen des 20. Jahrhunderts hielt. Trotz seines prominenten Fürsprechers blieb Simondon lange Zeit internationale Anerkennung versagt. Die Theorien Simondons fanden ihr Echo in den Werken des Philosophen Bernard Stiegler und denen des Soziologen Bruno Latour. Durch sein Erzählen von Mikrogeschichten von Objekten sowie einer kritischen Haltung gegenüber der Anthropologie kann er als einer der Vorbereiter für die Akteur-Netzwerk-Theorie Latours angesehen werden.

## Publikationen
- Du mode d'existence des objets techniques. Aubier, Paris 1989, ISBN 2-7007-1851-8.
- L'individu et sa genèse physico-biologique. Jérôme Millon, Grenoble 1995, ISBN 2-84137-024-0.
- L'individuation psychique et collective. Aubier, Paris 2007, ISBN 978-2-7007-1890-4.
- L'individuation à la lumière des notions de forme et d'information. Millon, Grenoble 2005, ISBN 2-84137-181-6.
- L'invention dans les techniques. Seuil, Paris 2005, ISBN 2-02-056337-1.
- Cours sur la perception. Editions de la Transparence, Chatou 2006, ISBN 2-35051-012-3.
- Imagination et invention. Editions de la Transparence, Chatou 2008, ISBN 978-2-35051-037-8.
- Communication et Information. Cours et Conférences. Editions de La Transparence, Chatou 2010.
- Sur la technique. P.U.F., Paris 2014.

Davon bisher in deutscher Übersetzung:
- Das Individuum und seine Genese. Einleitung. Aus dem Franz. von J. Kursell und A. Schäfer; in „Struktur, Figur, Kontur“, C. Blümle und A. Schäfer (Hg.), diaphanes, Zürich 2007, ISBN 978-3-03734-004-2.
- Ergänzende Bemerkung zu den Konsequenzen des Individuationsbegriffs. Aus dem Franz. von Michael Cuntz, in: Unmenge – Wie verteilt sich Handlungsmacht. Ilka Becker, Michael Cuntz, Astrid Kusser (Hg.), München 2008, S. 45–74.
- Tier und Mensch. Zwei Vorlesungen. Aus dem Franz. von Michael Cuntz, eingeleitet von Jean-Yves Chateau, diaphanes, Zürich 2011, ISBN 978-3-03734-157-5.
- Die technische Einstellung. Aus dem Franz. v. Michael Cuntz, in: Die technologische Bedingung. Beiträge zur Beschreibung der technischen Welt. Erich Hörl (Hg.), Suhrkamp, Berlin 2012, ISBN 978-3-518-29603-5.
- Die Existenzweise technischer Objekte. Aus dem Franz. von Michael Cuntz, diaphanes, Zürich 2012, ISBN 978-3-03734-195-7.
- Imagination und Invention. Aus dm Franz. v. Emmanuel Alloa, Berlin 2024, ISBN 978-3-7518-2030-1.

## Sekundärliteratur
- Jean-Hugues Barthélémy: Life and Technology: An Inquiry into and beyond Simondon, tr. B. Norman, Meson Press, 2015.
- Andrea Bardin: Epistemology and Political Philosophy in Gilbert Simondon. Individuation, Technics, Social Systems, Springer, 2015.
- Jean-Hugues Barthélémy: Simondon, Paris, Les Belles Lettres, 2014.
- Jean-Hugues Barthélémy (dir.): Cahiers Simondon – Numéro 6, Paris, L'Harmattan, 2015.
- Jean-Hugues Barthélémy (dir.): Cahiers Simondon – Numéro 5, Paris, L'Harmattan, 2013.
- Jean-Hugues Barthélémy (dir.): Cahiers Simondon – Numéro 4, Paris, L'Harmattan, 2012.
- Jean-Hugues Barthélémy: „Simondon – Ein Denken der Technik im Dialog mit der Kybernetik.“ Aus dem Franz. von Ksymena Wojtyczka, in: Die technologische Bedingung. Beiträge zur Beschreibung der technischen Welt. Erich Hörl (Hg.), Suhrkamp, Berlin 2012, ISBN 978-3-518-29603-5.
- Jean-Hugues Barthélémy (dir.): Cahiers Simondon – Numéro 3, Paris, L'Harmattan, 2011.
- Jean-Hugues Barthélémy (dir.): Cahiers Simondon – Numéro 2, Paris, L'Harmattan, 2010.
- Jean-Hugues Barthélémy (dir.): Cahiers Simondon – Numéro 1, Paris, L'Harmattan, 2009.
- Jean-Hugues Barthélémy: Simondon ou l'Encyclopédisme génétique, Paris, P.U.F., 2008.
- Jean-Hugues Barthélémy: Penser l'individuation. Simondon et la philosophie de la nature, Paris, L'Harmattan, 2005 (préface de Jean-Claude Beaune), 256 p.
- Jean-Hugues Barthélémy: Penser la connaissance et la technique après Simondon, Paris, L'Harmattan, 2005, 304 p.
- Muriel Combes: Simondon. Individu et collectivité, Paris (PUF), 1999. (engl.: Gilbert Simondon and the Philosophy of the Transindividual, übersetzt von Thomas Lamarre, MIT Press, 2012)
- Arne De Boever, Alex Murray, Jon Roffe and Ashley Woodward (ed.): Gilbert Simondon: Being and Technology, Edinburgh University Press, 2012. ISBN 978-0-7486-4525-1.
- Heike Delitz, Bergson-Effekte. Aversionen und Attraktionen im französischen soziologischen Denken, Weilerswist: Velbrück 2015, 289–330.
- Heike Delitz, Gilbert Simondons Theorie der ›sozialen Form‹, in: S. Möbius/S. Prinz (Hg.), Das Design der Gesellschaft. Zur Kultursoziologie des Designs, Bielefeld 2012, 109–130.
- Jacques Roux (Hg.): Simondon. Une pensée opérative, Saint-Etienne (PUST), 2002.
- Bibliothèque du Collège international de philosophie: Gilbert Simondon. Une pensée de l'individuation et de la technique, Paris, Albin Michel, 1994.
- N.N.: Simondon. In: Annales de l'Institut de philosophie de l'Université libre de Bruxelles. Brüssel, 2002.
- Revue philosophique: Gilbert Simondon, n°3/2006, Paris (PUF), 2006.
- Martina Heßler: Gilbert Simondon und die Existenzweise technischer Objekte – eine technikhistorische Lesart. In: Technikgeschichte, 83. Bd. (2016), H. 1, S. 3–32.
- Olivier Del Fabbro: Philosophieren mit Objekten - Gilbert Simondons prozessuale Individuationsontologie, Frankfurt am Main: Campus Verlag. 2021. Buch als open access Datei